# مارك لويس (فنان)
مارك لويس هو فنان كندي، ولد في 1958 في هاميلتون في كندا.

## وصلات خارجية
- الموقع الرسمي
- مارك لويس على موقع IMDb (الإنجليزية)
- مارك لويس على موقع قاعدة بيانات الفيلم (الإنجليزية)